# 2023년 미국작가조합 파업
2023년 5월 2일부터 9월 27일까지 11,500명의 스크린 작가들을 대표하는 미국 작가 조합 (WGA)은 영화 텔레비전 제작자 연맹 (AMPTP)과의 노동 분쟁으로 인해 파업에 돌입했다. 148일간 지속된 이 파업은 1960년 파업과 함께 WGA의 역대 두 번째로 긴 작업 중단으로 기록되었으며, 1988년 파업 (153일)에만 뒤처졌다. 7월부터 11월까지 이어진 2023년 미국배우조합 파업과 함께 이는 광범위한 할리우드 노동 분쟁의 일환이었다. 두 파업은 코로나19 범유행 이후 미국 영화 및 텔레비전 산업에 가장 큰 혼란을 초래했다.
이 파업은 상당한 경제적 영향을 미쳤다. 일부 스튜디오는 진행 중이거나 예정된 제작을 중단하거나 일부 직원을 감축했고, 반면 일부 스튜디오는 불가항력 조항을 사용하여 제작 계약을 해지할 수 있어 특정 제작 계약이 위태로워졌다. 파업 조치는 VFX 산업 및 소품 제작 스튜디오를 포함한 엔터테인먼트 생태계의 다른 영역에도 영향을 미쳤다.
잠정 합의 후, 노조 지도부는 2023년 9월 27일에 파업을 종료하기로 투표했다. 10월 9일, WGA 조합원들은 99%의 찬성률로 공식적으로 계약을 비준했다. WGA는 최저 임금, 최종 보상, 연금 및 건강 기금 요율 인상, 고용 기간 및 작가 팀 규모 관련 조건 개선, 국내외 스트리밍 작품에 대한 잔여 지급액 인상을 확보했다. 또한 조합은 생성형 인공지능 (AI) 규제를 확보하여 작가 자료를 AI 모델 훈련에 사용하거나 디지털 재현을 제작하는 행위를 금지하고, AI를 사용하여 작가 수를 줄이거나 작가 급여를 삭감하려는 노력을 금지했다.

## 파업 쟁점

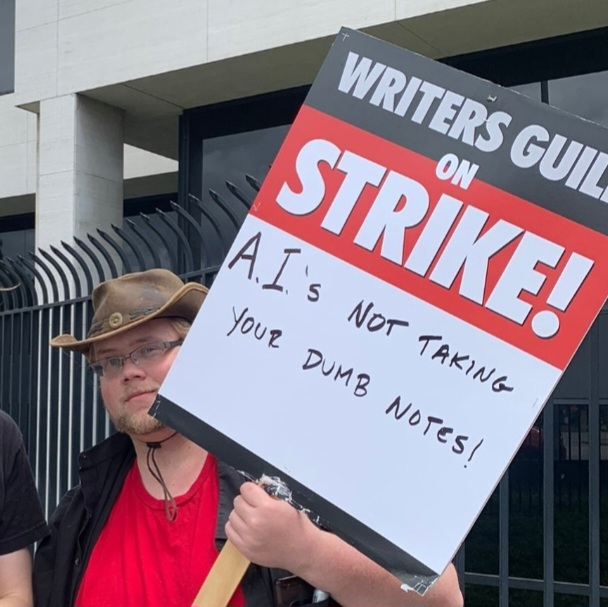
생성형 인공지능으로 작가를 대체하는 것에 항의하는 시위대

작가와 제작자 사이의 주요 불일치 지점 중 하나는 스트리밍으로 인한 잔여 지급액이었다. WGA는 AMPTP의 이러한 잔여 지급액 분배가 10년 전과 비교하여 작가들의 평균 수입을 크게 감소시켰다고 주장했다. 작가들은 또한 챗GPT와 같은 생성형 인공지능에 대한 엄격하고 강력한 제한을 요구했다. 그들은 작가들 스스로가 그러한 기술을 사용할 수 있음을 인정했지만, 계약서에 생성형 AI가 작가를 대체하는 데 사용되지 않을 것이라는 점을 명시하도록 요구했다.
코로나19 범유행과 그 여파로 인해 기본적인 잔여금과 음악 라이선스 비용을 절감하기 위해 인력 감축과 수많은 영화 및 텔레비전 프로젝트의 취소가 대규모로 발생했지만, 애플과 아마존은 예외였다. 뒤이은 "피크 TV"의 몰락은 모든 영화 제작자들에게 상황을 악화시켰지만, 영화 제작 과정의 첫 두 단계인 개발 및 사전 제작에서의 역할 때문에 작가들이 가장 먼저 타격을 입었다.
2020년 5월 2일, 최신 최소 기본 협약(MBA)은 WGA 작가들이 수행하는 대부분의 작업을 포괄하는 단체 교섭 협약이 되었다. 최소 기본 협약은 텔레비전 및 영화 작가를 위한 최소 임금을 설정하는 협약이었다. 텔레비전에서 최소 기본 협약은 방송 텔레비전 프로그램 작가에게만 적용되었고 스트리밍 텔레비전 작가에게는 적용되지 않았다. 이는 CBS의 레이트 쇼 위드 스티븐 콜베어와 같은 방송 텔레비전용으로 제작된 심야 토크쇼와 Apple TV+에서 스트리밍용으로 제작된 더 프라블럼 위드 존 스튜어트를 비교할 때 매우 분명했다. '더 프라블럼'에서 일하는 작가들은 MBA의 적용을 받지 않았으므로 스트리밍 회사와 개별적으로 임금을 협상해야 했고, 그 결과 그들은 '레이트 쇼' 작가들과 동일한 양의 작업을 하면서도 더 적은 임금을 받았다. 이러한 패턴은 두 범주의 다른 프로그램에서도 동일하게 나타났다. MBA는 2023년 5월 1일에 만료되었다.
WGA는 제안이 작가들에게 연간 약 US$4억2,900만 달러의 수익을 가져다줄 것으로 추정했으며, AMPTP의 제안은 US$8,600만 달러를 가져다줄 것으로 예상했다.
논쟁의 여지가 있는 쟁점 중 하나는 조합이 "필수 인력 배치" 및 "고용 기간" 조건을 계약에 추가하기를 원하는 것이었다. 이는 AMPTP에 따르면 "필요 여부에 관계없이" 모든 프로그램에 최소한의 작가 수가 최소한의 기간 동안 배치되도록 요구할 것이다.
WGA가 주장하는 또 다른 중요한 제안은 작가 팀의 각 구성원이 자체 연금과 자체 건강 관리 기금을 받도록 보장하는 것이다. AMPTP는 이 제안을 거부하고 반대 제안을 하지 않았다. 동시에 WGA와 AMPTP는 모든 WGA 최소 금액의 0.5%를 연금 및 건강 기금으로 전환하기로 잠정 합의했다.

## 협상 및 파업 활동 타임라인

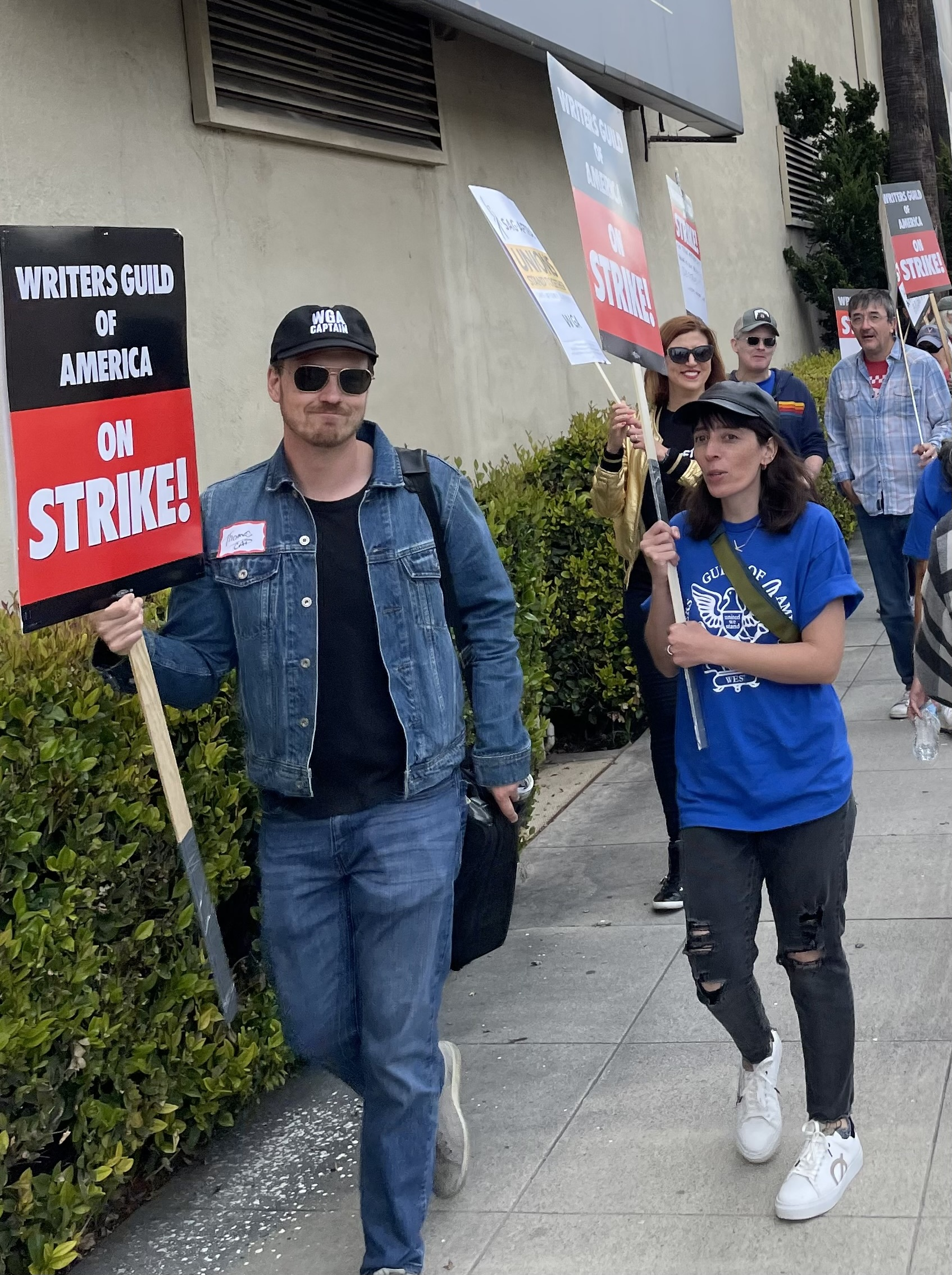
파업대장이 미국 작가 조합 파업대원들을 이끌고 워너 브라더스 스튜디오 밖에서 피켓 시위를 벌이고 있다.

### 2023년 4월
2023년 4월 18일, 미국 작가 조합 (WGA) 조합원의 97.85%가 5월 1일까지 영화 텔레비전 제작자 연맹 (AMPTP)과 만족스러운 합의에 도달하지 못할 경우 파업에 돌입하기로 투표했다. AMPTP는 할리우드의 메이저 영화사 및 텔레비전 스튜디오를 대표한다. AMPTP는 아마존 스튜디오 (MGM 홀딩스 포함), 애플 스튜디오, 라이언스게이트, NBC유니버설, 넷플릭스, 파라마운트 글로벌, 소니 픽처스 엔터테인먼트, 월트 디즈니 컴퍼니, 워너 브라더스 디스커버리 (WBD)를 대표하여 WGA와 장시간 협상을 벌였으나, 정해진 기한까지 합의에 이르지 못했다.

### 2023년 5월
그 결과, 미국 작가 조합 서부 지부 (WGAW)와 미국 작가 조합 동부 지부 (WGAE) 지도부는 5월 2일 전날 만장일치로 파업을 승인했다. 이는 2007~2008년 파업 이후 15년 만에 처음 있는 일이었다.
더 할리우드 리포터는 WGA가 파업 중 작가들을 위한 몇 가지 잠정적인 규칙을 설정했다고 보도했다. 미국 작가 조합은 "작가들은 AMPTP 회원사인 회사들과 어떤 글쓰기, 수정, 피칭, 또는 미래 프로젝트에 대한 논의도 할 수 없다"고 밝혔다.
미국 작가 조합은 또한 조합과 조합원이 파업 중인 회사에서 제작하는 픽션 팟캐스트는 제작을 중단해야 한다고 밝혔다. 조합은 미국 작가 조합에 소속되지 않고 국제 연극 무대 종업원 연맹에 소속된 애니메이션 시리즈 작가들이 자신의 작업이 파업 활동에 반하는지 여부에 대해 미국 작가 조합의 조언을 구하고, 만약 그렇다면 파업 기간 동안 그러한 작업을 중단하기를 바란다고 말했다. 조합은 조합이 파업 중인 회사에서 글을 쓰는 비조합 작가를 처벌할 수는 없지만, 그러한 작가들의 향후 조합 가입을 금지할 것을 약속했다.
WGA는 조합원들에게 2023년 5월 2일 태평양 표준시(PDT) 오후 1시부터 피케팅을 시작하도록 지시했다. WGA가 피켓 시위를 벌인 곳 중 일부는 AMC네트웍스, 아마존/컬버 스튜디오, MGM, CBS 래드포드, CBS 텔레비전 시티, 디즈니, 20세기 스튜디오, 라이언스게이트 필름스, 스타즈, 넷플릭스, 파라마운트 픽처스, MTV, 소니, 유니버설 픽처스, 워너 브라더스 (버뱅크 지사 포함), 30 록/NBC유니버설, 브로드웨이 스테이지, HBO, 실버컵 스튜디오, 스타이너 스튜디오, 워너 브라더스 디스커버리, 워너 브라더스 디스커버리 업프론트 등이다.
파업 기간 동안 WGA는 파업으로 인해 재정적 어려움을 겪는 작가들에게 엔터테인먼트 커뮤니티 펀드에 신청하도록 지시했다. 엔터테인먼트 커뮤니티 펀드는 엔터테인먼트 산업 종사자들이 재정적 어려움에 처했을 때 저렴한 주택을 찾고 의료 및 노인 돌봄 보험을 유지하는 데 도움을 준다. 2023년 5월 10일, 작가들이 엔터테인먼트 커뮤니티 펀드에 170만 달러를 기부하기로 약속했다고 보도되었다. 주요 기부자 중에는 쇼러너 및 프로듀서인 J. J. 에이브럼스, 그레그 벌랜티, 애덤 매케이, 라이언 머피, 숀다 라임스, 마이클 슈어, 존 웰스 등이 있었다.

### 2023년 6월
2023년 6월 7일과 8일, 2023년 캐나다 산불로 인한 대기 질 악화로 인해 북동부(특히 뉴욕)에서의 피켓 시위가 중단되었다. 대기 질이 개선된 9일에 파업 활동이 재개되었다.
2023년 6월 9일, 라이언스게이트는 BMF의 제작 본부 밖에서 피켓 시위를 벌이던 파업 작가들과의 다툼 이후 BMF의 라인 프로듀서 이안 울프를 정직시켰다. 작가 가브리엘 알레한드로 가르자와 톰 스머츠의 증언에 따르면, 울프는 스튜디오 입구 옆 보도에서 피켓 시위를 벌이던 가르자와 브라이언 에지스톤을 향해 차를 가속하며 거의 충돌 직전까지 가는 방식으로 협박하려 했다. 울프는 처음에는 그들을 보지 못했다고 주장했지만, 나중에 그들을 겁주려 했다는 것을 인정했다. 스머츠에 따르면, 울프는 나중에 팀스터스 로컬 728에게 파업 라인을 넘어가도록 설득하려 했지만 실패했고, 그들은 거부했다. 라이언스게이트는 "우리는 협박 행위와 폭력 위협을 심각하게 받아들이고 철저히 조사하고 있습니다. 조사를 계속하는 동안, 관련 인물을 귀가 조치했습니다"라고 성명을 발표했다. WGA 또한 "노동자들은 공정하지 못한 임금과 근무 조건에 대해 공개적으로 항의하고 피켓 시위를 벌이는 권리를 행사할 때 물리적 위협을 받아서는 안 됩니다"라는 성명을 발표했다.

### 2023년 7월
2023년 7월 12일, 데드라인 할리우드는 AMPTP와 주요 할리우드 스튜디오들이 2023년 10월 말까지는 WGA와 협상을 재개할 계획이 없다고 보도했다. 익명으로 데드라인과 인터뷰한 스튜디오 임원들은 10월까지 많은 작가들이 재정적으로 어려움을 겪어 집을 잃게 될 것이며, 이는 새로운 계약 조건을 지시하는 데 더 유리한 위치에 놓일 것이라고 믿었다. AMPTP 대표들은 익명의 출처와 거리를 두며 가능한 한 빨리 계약을 체결하기 위해 노력하고 있다고 주장했다.

### 2023년 8월
2023년 8월 1일, WGA는 파업 관련 협상을 논의하기 위해 다음 주 금요일에 AMPTP와 만날 것이라고 발표했다. 회의 장소는 공개되지 않았다. AMPTP 대변인은 WGA와 SAG-AFTRA의 파업과 관련하여 "우리는 양 조합과 상호 이익이 되는 합의를 찾기 위해 계속 노력할 것"이라고 말했다. 양측은 2023년 8월 4일에 만났지만 합의에 이르지 못했다.
2023년 8월 10일, AMPTP와 WGA는 8월 11일 첫 회의를 시작으로 계약 협상을 재개하기로 합의했다. 그 회의 후, 미국 작가 조합은 11,500명의 조합원들에게 AMPTP가 인공지능 기술로부터 작가들을 보호하는 방법을 포함하여 일부 영역에서 양보할 의사를 밝혔다고 알렸다. 그러나 이 메모는 AMPTP가 스트리밍 서비스에서 성공 기반 잔여 지급을 포함한 다른 미국 작가 조합 제안에 대해 "협상에 참여할 의사가 없었다"고 덧붙였다. 메모는 조합 지도자들이 모든 제안에 대해 스튜디오가 참여할 의사가 있을 때까지 협상에 복귀하지 않을 것이라고 밝혔다. 같은 날 늦게 WGA는 조합원들에게 반대 제안을 받았으며 이를 평가 중이라는 메시지를 보냈다.
2023년 8월 21일, 허리케인 힐러리로 인해 로스앤젤레스에서 피케팅이 취소되었다. 한편, 조합은 2023년 8월 18일의 메시지 외에는 상대적으로 침묵을 지켰다. 한 임원은 THR에 "모두가 해결책을 찾기 위해 노력하고 있다. 이번 주에는 지난주보다 더 긍정적인 모멘텀이 있다"고 말했다. 2023년 8월 22일, AMPTP는 AI 콘텐츠에 대한 규칙을 제안했으나, 스튜디오와 작가들 간의 협상은 9월 말까지 교착 상태에 머물렀다. 8월 30일, 캘리포니아 재무부장관 피오나 마는 넷플릭스, 월트 디즈니 컴퍼니, 컴캐스트, 워너 브라더스 디스커버리, 애플, 파라마운트 글로벌, 아마존에 서한을 보내 협상 테이블로 돌아와 파업을 해결하라고 촉구했다. 그녀는 파업의 영향이 "할리우드를 마비시키고 주 전체에 파급되어 수많은 기업, 수천 명의 연금 수혜자, 그리고 수백만 명의 캘리포니아 주민에게 영향을 미친다"고 말했다.

### 2023년 9월
9월 6일, 워너 브라더스는 민디 케일링, J. J. 에이브럼스, 그레그 벌랜티, 빌 로렌스와의 계약을 중단했다. 전날에는 파업으로 인해 2023년 수익이 5억 달러 감소할 것이라고 발표했다.
9월 8일, WGA는 "작가들의 쟁점을 적절히 해결하는 합의를 협상하려는 열망과 의지를 보여준" 회원사들이 있으며, "AMPTP가 대중에게 교착 상태로 제시한 제안에 대해 협상할 의향이 있다"고 주장하는 성명을 발표했다. 그리고 WGA와 독립적으로 협상하기 위해 AMPTP를 떠날 것을 요청했다. 몇 시간 후 AMPTP는 이러한 주장을 반박하는 성명을 발표하며 "AMPTP 회원사들은 뜻을 같이하며 해결책에 도달하기 위해 함께 협상 중이다. 그 반대 주장은 거짓이다"라고 말했다.
2023년 9월 11일, 드루 배리모어 쇼는 작가 없이 에피소드를 재개했으며, 조합원들의 피켓 시위가 있었다. WGA 핀을 착용한 두 명의 관객은 입장이 거부되었다. 배리모어는 다음 날 예정된 제74회 내셔널 북 어워드의 호스트 자리에서 물러났다. 9월 17일, 배리모어는 결정을 번복하고 파업이 진행되는 동안 쇼를 중단할 것이라고 발표했다.
9월 12일, TheWrap과의 인터뷰에서 한 스튜디오 임원은 "쇼러너들이 매우 화가 나 있다. 그들은 조합에 화가 나 있으며, 스튜디오의 제안에 응답하지 않고 있다고 느낀다. 이제 심지어 조합의 고액 연봉 회원들도 파업을 끝내지 못하는 것에 대해 우려를 표명하고 있다"고 말했다. 또한, 9월 15일에 WGA와 주요 쇼러너들 간의 회의가 계획되어 있었지만, 다음 주에 WGA와 AMPTP 간의 회의 계획으로 인해 그날 회의는 취소되었다.
9월 13일, 미국 코미디언이자 정치 평론가인 빌 마는 트위터에서 자신의 쇼 리얼 타임 위드 빌 마의 제작을 재개할 것이라고 발표했다. 그러나 9월 18일, 마는 생각을 바꿔 "작업이 진행되지 않고 파업이 끝날 기미가 보이지 않을 때 복귀를 결정했다. 이제 양측이 협상 테이블로 돌아가기로 합의했으니, 당분간 리얼 타임의 복귀를 연기하고 그들이 마침내 일을 해결할 수 있기를 바란다"고 밝혔다. 9월 초, 그는 캘리포니아 주지사 개빈 뉴섬이 파업을 종식하는 데 도움을 주어야 한다고 제안했다.
9월 14일, AMPTP는 전날 WGA와 만나 다음 주에 협상을 재개하기로 합의했다고 밝혔다. 몇 분 후 WGA도 이를 확인했다. 4일 후, 노조와 스튜디오는 9월 20일에 데이비드 자슬라프 (워너 브라더스 디스커버리), 밥 바키시 (파라마운트), 밥 아이거 (디즈니), 도나 랭글리 (NBC유니버설), 테드 서랜도스 (넷플릭스) 등 스튜디오 CEO들과 함께 협상을 재개할 것이라고 발표되었다. 이 회의는 9월 21일, 22일, 그리고 23일의 회의로 이어졌다. 마침내 작가와 스튜디오는 9월 24일에 잠정 합의에 도달했으며, 9월 26일 투표를 거쳐 노조 지도부는 파업이 공식적으로 종료될 것이라고 발표했다. 파업은 9월 27일 태평양 표준시(PDT) 오전 12시 1분에 종료되었다.

### 2023년 10월
10월 9일, WGA 조합원들은 공식적으로 계약을 비준했으며, 99%의 WGA 조합원이 새 계약에 찬성표를 던졌다.

## WGA 협상 위원회
WGA는 2022년 11월 협상 위원회 위원들을 발표했으며, 데이비드 영이 수석 협상가로 지명되었다. 2023년 2월, 엘런 스투츠먼이 WGA의 수석 협상가로 취임했다.
- 존 오거스트
- 안젤리나 버넷
- 케이 캐넌
- 야린 창
- 롭 차비스
- 애덤 코노버
- 트래비스 도넬리
- 애슐리 게이블
- 데이비드 A. 굿맨 (공동 의장)
- 할리 해글런드
- 에릭 헤이우드
- 에릭 하이저러
- 그레그 이윈스키
- 크리스 키서 (공동 의장)
- 러브 라케
- 에리카 살레
- 다니엘 산체스-위첼
- 제임스 샤머스
- 톰 슐먼
- 마이클 슈어
- 데이비드 쇼어
- 데이비드 사이먼
- 패트릭 베론
- 니콜 요르킨

## 제작 중단된 작품
많은 영화, 텔레비전 프로그램, 팟캐스트가 파업의 영향을 받았다. 일부는 작가 없이 제작을 계속했고, 다른 일부는 중단되거나 완전히 중단되었다. 영향을 받지 않은 프로젝트는 5월 2일 이전에 이미 대본이 완성되었거나, 대부분 대본이 없었거나, 비조합원 직원에 의존했다.
완성된 대본이 있는 다른 프로젝트는 노조가 피케팅을 이용해 제작을 방해하면서 연기되거나 취소되었다.

## 반응

### WGA 파업 중 배우들
프랜 드레셔 SAG-AFTRA 회장과 벤 화이트헤어 상임 부회장은 5월에 WGA와 함께 피켓 시위에 참여했다. 상당수의 다른 배우들도 피켓 시위에 참여하거나 WGA 파업에 대한 지지를 표명했다.
드루 배리모어는 WGA 파업을 지지하며 2023 MTV 영화 & TV 어워드 호스팅을 철회했고, 제니퍼 쿨리지, 조셉 퀸, 페드로 파스칼은 시상식 중 사전 녹화된 연설에서 파업에 대한 지지를 표명했다. 세스 마이어스는 파업 시작 며칠 전 레이트 나이트 위드 세스 마이어스의 "수정 사항" 코너에서 파업에 대한 지지를 표명했다. 제퍼디! 호스트 마임 바이알릭 또한 시즌 39의 마지막 촬영 주 동안 하차했지만, 켄 제닝스가 호스트를 맡아 제작은 계속되었다. 이 파업은 칸 영화제 기자 회견에서도 논의되었으며, 숀 펜, 에단 호크, 폴 다노, 캐슬린 케네디가 지지를 표명했다. 스눕 독은 밀켄 연구소 패널에서 파업 지지 발언을 했으며, 음악가와 음악 스트리밍 플랫폼 간의 지급 갈등과 유사점을 지적했다. 토크쇼 호스트 스티븐 콜베어, 지미 팰런, 지미 키멀, 세스 마이어스, 존 올리버는 파업 중인 직원들을 지원하기 위해 스트라이크 포스 파이브라는 제한된 팟캐스트를 시작했다.

### 선출직 공무원
여러 선출직 공무원들이 파업을 지지하며 피켓 라인에 나타났다.
- 콘스탄틴 앤서니, 버뱅크 시장이자 SAG-AFTRA 회원[99]
- 로라 프리드먼, 캘리포니아주 제44주 의회 지역 의원[99]
- 애덤 시프, 미국 하원의원 (캘리포니아 제30선거구)[99]

로스앤젤레스 시장 카렌 베이스와 캘리포니아 주지사 개빈 뉴섬은 파업 종료를 위한 중재를 돕겠다고 제안했다.

### 기타 조합
2023년 4월 18일 발표된 성명에서 미국 감독 조합 (DGA) 회장 레슬리 링카 글래터는 WGA 파업이 발생할 경우 조합이 조합원들의 업무 복귀를 강제할 수 있는 방법은 없다고 말했다. 그러나 그녀는 또한 DGA 조합원들이 "DGA가 적용되는 서비스"를 수행하지 않을 경우 현재 직위에서 해고될 수 있다고 언급했다.
파업에 앞서 국제운전사형제단 로컬 399는 조합원들에게 파업에 참여하지 말라고 지시하는 자문서를 발행했지만, 피켓 라인을 넘지 않으면 팀스터스 계약에 의해 보호된다고 알렸다. 2023년 5월 3일 WGA 집회에서 팀스터스 로컬 399의 지도자 린지 더허티는 2024년까지 유효한 계약이 있기 때문에 팀스터스는 연대 파업을 할 수 없다고 말했다. 그녀는 "우리가 아는 모든 트럭이 피켓 라인을 넘지 않았다"고 말하며 로컬 399가 피켓 라인을 넘지 않을 것이라고 확인했다.
2023년 5월 2일, 국제 연극 무대 종업원 연맹은 미국 작가 조합과 그들의 파업에 대한 지지 성명을 발표했다. 이 성명과 함께, 그들은 애니메이션 조합원들이 작가 조합원들과의 연대를 유지하는 능력에 작가 파업이 어떻게 영향을 미치는지 이해하는 데 도움이 되는 질의응답 문서를 작성했다.
파업에 앞서 국제 연극 무대 종업원 연맹의 매튜 로브 회장은 조합원들에게 피켓 라인을 존중할 권리가 있으며, 많은 곳에서 계약상 직원들이 합법적인 피켓 라인을 존중하는 것이 "명시적으로" 허용된다고 알렸다.
4월 30일, SAG-AFTRA는 조합원들에게 계약 위반 주장을 피하기 위해 진행 중인 프로젝트에서 계속 작업해야 하지만, 비업무 시간 동안 피켓 라인에 참여하고 소셜 미디어에 게시물을 올림으로써 연대를 보여주도록 장려했다. 조합은 또한 작가들에게 "파업 중인 WGA 작가들이 통상적으로 작성하는 어떤 것도 작성해서는 안 된다"고 조언했다.

#### 해외 조합
영국에 본부를 둔 영국 작가 조합 (WGGB)은 파업에 대한 지지를 발표하고 조합원들에게 파업 기간 동안 미국 프로젝트에서 일하는 것을 삼가라고 지시했다. 호주 작가 조합, 캐나다 작가 조합, 이스라엘 시나리오 작가 조합, 아일랜드 작가 조합, 스웨덴 작가 조합도 뒤를 이었다. 이탈리아 작가 조합과 프랑스 시나리오 작가 조합도 파업 지지 성명을 발표했지만, 프랑스 조합은 파업 기간 동안 미국 프로젝트에서 일하는 것을 만류하지는 않았다.

### 영화 및 텔레비전 경영진
파업 둘째 날인 2023년 5월 3일, 월트 디즈니 컴퍼니는 (자사 ABC 시그니처 스튜디오를 통해) 스튜디오의 법률 고문 밥 맥페일이 서명한 서한을 회사 소속 쇼러너 및 다른 작가-프로듀서들에게 보내, 비작가 업무를 수행하기 위해 복귀해야 한다고 밝혔다. 프로듀서들은 시간 조절, 대화나 내레이션의 작은 변경, "기술적 또는 무대 지시의 변경"과 같은 "a부터 h까지"의 서비스로 알려진 업무를 수행해야 한다.
2023년 5월 4일, 파라마운트 글로벌의 1분기 실적 발표에서 밥 바키시 CEO는 파업에 대해 언급하며 작가들이 "콘텐츠 제작의 필수적인 부분"이며 "모두에게 공정하게 작동하는 해결책이 상당히 빨리 나올 수 있기를" 바란다고 말했다. 바키시는 또한 회사가 장기 파업에 대비해 계획을 세웠으며, 파라마운트+ 내의 대규모 스트리밍 라이브러리, 스트리밍 서비스로 이동할 예정인 다가오는 여름 영화 라인업, 그리고 해외에서 완성될 제작물들을 활용하여 작가 파업을 이겨낼 전략을 공유했다.
2023년 7월 11일, 데드라인 할리우드는 영화 텔레비전 제작자 연맹이 WGA를 포함한 다양한 할리우드 조합들 사이에서 "분할 통치" 방식을 사용하려고 한다고 보도했다. 이 기사는 AMPTP가 적어도 10월까지는 WGA와 협상하지 않을 것이며, 한 스튜디오 임원의 말을 인용하여 "최종 목표는 조합원들이 아파트와 집을 잃기 시작할 때까지 일을 질질 끄는 것"이라고 말했다. 이 기사와 인용문은 엔터테인먼트 투나잇과 같은 할리우드 언론뿐만 아니라 배너티 페어와 뉴욕 데일리 뉴스와 같은 비할리우드 언론에서도 주목과 비난을 받았다. 조합의 인력 최소 요구 및 고용 기간 보장에 대한 질문에 AMPTP 회장 캐롤 롬바르디니는 "작가들은 기간제 고용을 가진 것에 행운"이라고 답했다.
AMC 시어터스 CEO 애덤 애런은 WGA 파업에 대해 수개월간 지속되는 장기 파업만이 극장 체인에 영향을 미칠 것이며, 2023년과 2024년에 개봉될 대부분의 영화는 이미 대본이 작성되었고 심지어 촬영까지 마쳤다고 말했다.
워너 브라더스 디스커버리 CEO 겸 사장 데이비드 자슬라프는 WBD와 다른 할리우드 스튜디오들이 WGA 파업이 발생한 것에 대해 "기뻐하지 않는다"고 말했으며, 회사는 파업 해결과 작가들에게 공정한 보상을 위해 노력하고 있다고 밝혔다.

### 파업파괴 노력
파업 기간 동안 몇몇 유명인들은 진행 중인 협상에도 불구하고 촬영을 재개하거나 홍보 활동을 벌여 파업을 파괴하려는 의지를 밝혔다. 그러나 이들은 모두 대중의 비난을 받은 후 결국 생각을 바꿨다.
- 2023년 7월, 캐나다 배우 스티븐 아멜은 팬 컨벤션에서 파업을 지지하지 않는다고 말하며, 이를 "환원주의적인 협상 전술"이자 "근시안적"이라고 비난했다.[120][121] 아멜은 인스타그램 게시물을 통해 자신의 발언에 대해 사과했으며,[122] 뉴욕 피켓 라인에 참여했다.[123]
- 2023년 9월 10일, 드루 배리모어 쇼는 촬영을 재개한다고 발표했다.[124] WGA 동부 지부는 이를 WGA 파업 규칙 위반으로 규탄했다.[125] 며칠 후, 드루 배리모어는 인스타그램에 사과 영상을 올리며 "작가들에게 깊이 사과한다. 조합에 깊이 사과한다"고 말했다. 9월 12일 이 시리즈를 피켓 시위했던 '드루 배리모어 쇼'의 공동 수석 작가 첼시 화이트는 WGA 적용을 받는 모든 제작이 "파업 기간 동안 복귀하면 AMPTP와 공정한 계약을 맺으려는 우리 모두의 노력을 약화시킨다"고 말했다.[126] 9월 17일, 배리모어는 쇼 제작을 중단할 것이라고 말했다.[64]
- 2023년 9월 11일, 제니퍼 허드슨 쇼와 더 토크 (토크쇼)가 모두 촬영을 재개할 계획이라고 보도되었고, 이틀 후 '더 토크'는 같은 날 촬영된 리허설로 확정되었다.[127] '드루 배리모어 쇼'가 제작 중단을 발표한 지 몇 시간 후, '제니퍼 허드슨 쇼'와 '더 토크'는 각각 제작 중단을 발표했다.[128][129]
- 2023년 9월 13일, 빌 마는 리얼 타임 위드 빌 마의 촬영을 재개한다고 발표했다. WGA는 성명에서 "빌 마가 조합이 파업 중인 동안 방송 복귀를 결정한 것은 실망스럽다. 그가 계획대로 진행한다면, '파업 정신' 이상을 존중해야 한다. 빌 마는 WGA 회원으로서 파업 규칙을 따르고 어떠한 글쓰기 서비스도 수행하지 않을 의무가 있다. '리얼 타임 위드 빌 마'가 WGA 파업 규칙을 위반하지 않고 진행될 수 있다고 상상하기 어렵다. WGA는 이 쇼에 대해 피켓 시위를 벌일 것이다"라고 말하며 이 조치를 규탄했다.[130][131] 마는 이전에 WGA의 요구를 "엉뚱하다"고 불렀다.[132] 9월 18일, 마는 "당분간 리얼 타임의 복귀를 연기하겠다"고 말했다.[69]

## 같이 보기
- 2023년 미국배우조합 파업
- 할리우드 파업 목록
  - 1960년 미국 작가 조합 파업
  - 1981년 미국 작가 조합 파업
  - 1988년 미국 작가 조합 파업
  - 2007~2008년 미국 작가 조합 파업
- 코로나19 범유행이 미국 텔레비전에 미친 영향